# Devavarman
Devavarman, död 195 f.Kr., var en indisk monark. Han var regerande monark av Mauryariket mellan 202 f.Kr. och 195 f.Kr.